# 阿根廷跨性別權益

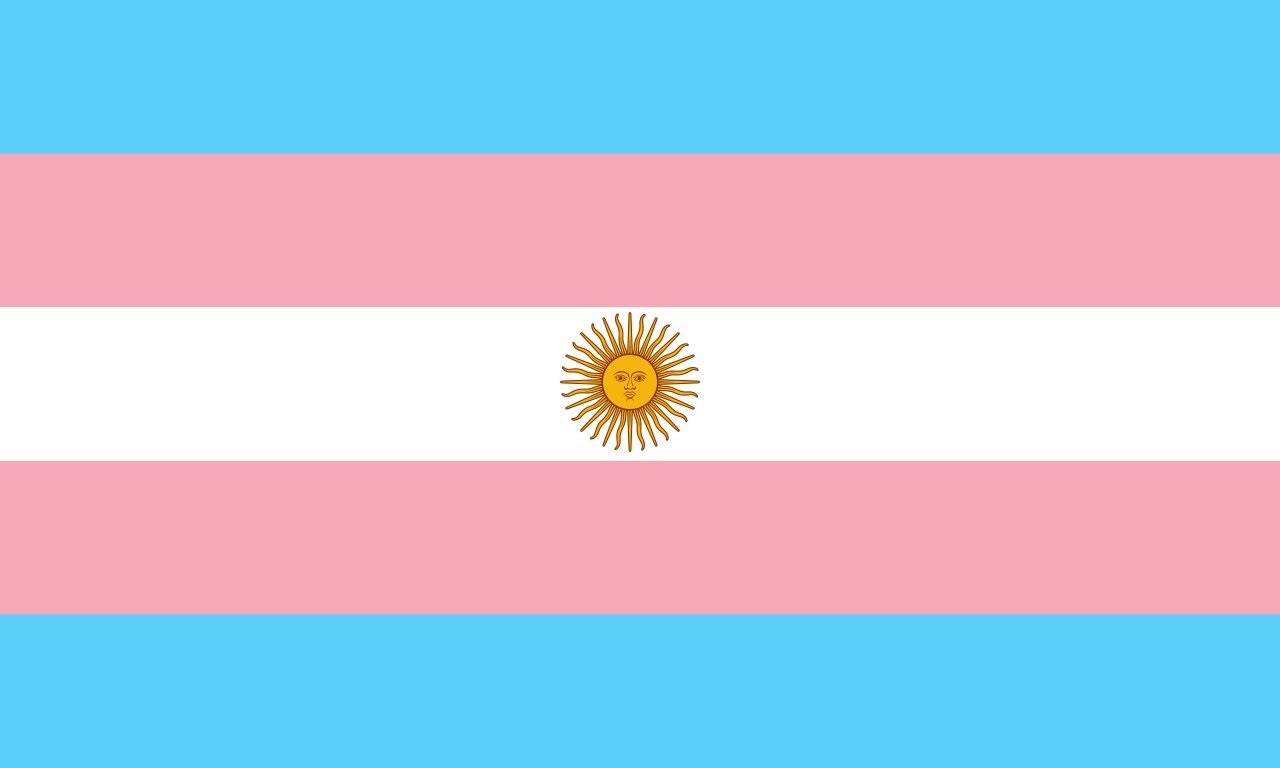
阿根廷国旗与跨性别旗合并

阿根廷被認為是目前擁有全世界最進步的跨性別權利的國家或地區。該國擁有全球最全面的跨性別權利法案。2012年，阿根廷通過了《性別認同法》，使得阿根廷成為「唯一一個允許人民在沒有任何門檻（包括但不限於賀爾蒙治療，性別肯定手術或是會造成跨性別被污名化的醫生診斷證明）就可以更換法定性別的國家」。
世界卫生组织在2015年將阿根廷稱作「提供跨性別者權利保障的模範」。2010年7月15日後，阿根廷成為拉丁美洲第一個、美洲第二個與全球第十個通過同性婚姻合法化的國家。

## 歷史
1997年，推動跨性別者權益的「變裝—跨性別者身份認同協會」（Asociación de Lucha por la Identidad Travesti-Transsexual) 於阿根廷成立。其第一個突破性的進展便是在 2006 年，當時最高法院推翻了下級法院的裁決，該裁決指出跨性別者沒有組織與推動相關權益的權利。
2007年，最高法院認定 17 歲的跨性者有合法辦理性別變更手續的權利，也能取得換發的證件。
2009年，瑪歇菈·羅梅羅（Marcela Romero) 成功合法地變更她的法律性別註記，並得到政府頒發的「年度最佳女議員」榮譽獎項。羅梅羅至今仍是阿根廷跨性別人權的主要倡導者之一。
2012年，阿根廷參議院無異議通過「性別法」。
2019年，跨性別活動家蘿拉·瑪莉亞·貝爾托利尼（Lara María Bertolini) 透過司法程序合法更換法定性別成非二元性別注記——travesti femininity，被視為是跨性別人權的一大進步。

## 性別認同法
性別法（The Ley de Género）讓性別重置手術與性别肯定激素治疗（英语缩写：GAHT）成為正式醫療行為之一。本法亦允許當事人和以在不經過醫生或法官的核准下，依個人意願更改性別註記、照片或是出生姓名。
2013年，一位6歲的女孩——盧瓦納，出生時指定性別為男性，成為第一個合法變更法定性別與姓名的跨性別女孩，也是至今年齡最小就受益於性別法的跨性別。
性別法讓阿根廷成為「唯一一個不需要任何門檻（如性别肯定激素治疗與性別重置手術或會讓跨性別者被貼標籤的精神科醫師診斷證明），而允許跨性別者更改性別註記的國家」。2015年，世界衛生組織在2015年將阿根廷稱作「提供跨性別者權利保障的模範」。

## 歧視保護
在某些城鎮，穿著非屬社會性別刻板印象的服裝（異裝）仍屬非法，因此即便跨性別已經變得更可見且有相關人員於政治體系服務，跨性別的歧視與性騷擾問題仍未消弭。

## 医疗保健限制
2025年2月，总统哈維爾·米萊的政府实施了一项禁令，禁止18岁以下人士接受性别肯定治疗，这是米莱对“觉醒意识形态”宣战的一部分。2025年4月，巴拉那联邦法院裁定该禁令违宪，恢复了全国未成年人接受护理的权利。

## 监狱
2025年2月，米莱政府实施了一项禁令，禁止将因性犯罪、人口贩卖或任何针对妇女的暴力犯罪而被定罪的跨性别女性关押在女子监狱。